# Creu de terme d'Alella
La Creu de terme d'Alella és una obra gòtica d'Alella (Maresme) declarada Bé Cultural d'Interès Nacional.

## Descripció
Creu de terme gòtica situada al passeig del mateix nom, sobre el traçat de l'antic camí Ral, que conduïa al nucli històric d'Alella.. S'aixeca sobre quatre esglaons circulars de pedra amb quatre graons. El fust, de secció octogonal,s'assenta sobre un basament decorat, també de vuit cares. Per una de les cares de la Creu es representa la Mare de Déu amb les quatre figures del Tetramorf a cadascuna de les puntes de la Creu. A l'altre banda apareix la figura del Crist crucificat. Al nus, a la part superior de la columna, hi ha esculpides vuit figures possiblement de Sants.

## Història
En l'actualitat, la Creu no correspon a l'entrada o començament del terme municipal.